# Sanrobertia gypsophila
 Sanrobertia gypsophila    (B.L.Turner) G.L.Nesom, 2018 è una specie di piante angiosperme dicotiledoni della famiglia delle Asteraceae, sottofamiglia Asteroideae,  tribù Astereae (North American lineage) e sottotribù Symphyotrichinae.  Sanrobertia gypsophila  è anche l'unica specie del genere  Sanrobertia  G.L.Nesom, 2018.

## Etimologia
Il nome generico (Sanrobertia  ) deriva dalla località di ritrovamento della specie di questa voce (San Roberto Junction a quota 1.800 -  2.200 metri).  L'epiteto specifico ( gypsophila ) significa "amante del gesso" e fa riferimento al tipico habitat di queste piante.
Il nome scientifico della specie è stato definito dai botanici Billie Lee Turner (1925-2020) e Guy L. Nesom (1945-) nella pubblicazione " Phytoneuron. Digital Publications in Plant Biology" ( Phytoneuron 2018-25: 1 ) del 2018. Il nome scientifico del genere è stato definito nella stessa pubblicazione.

## Descrizione

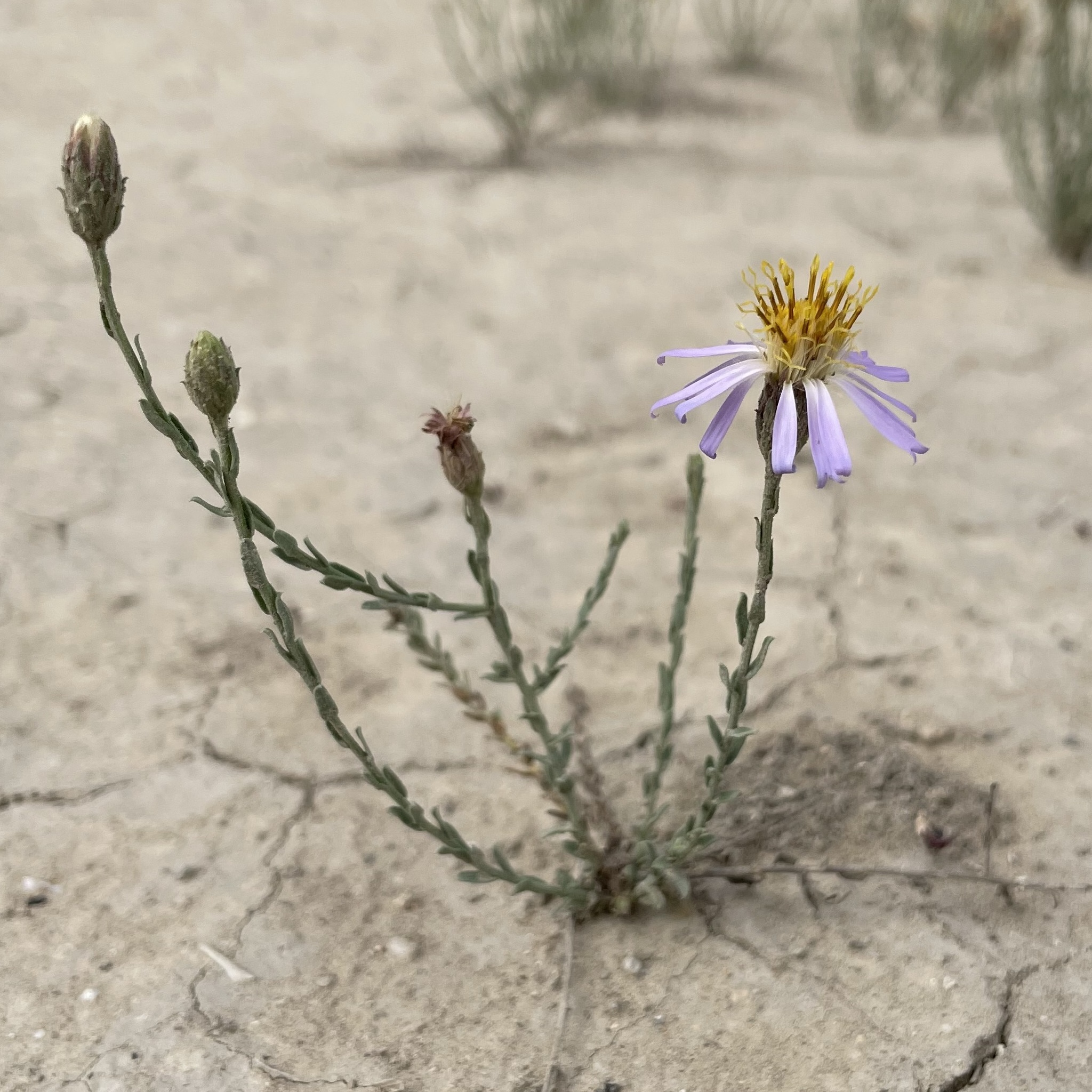
Il portamento

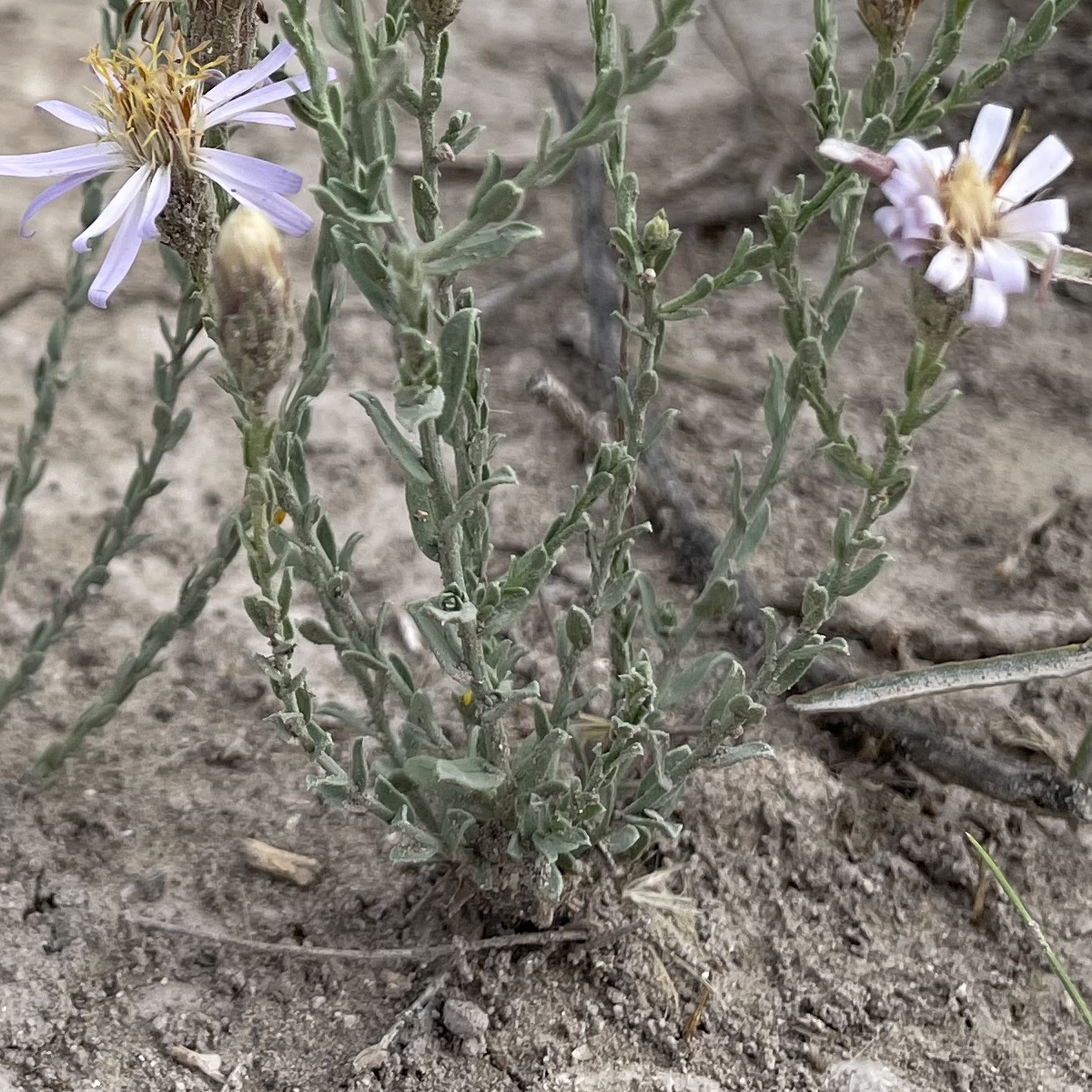
Le foglie

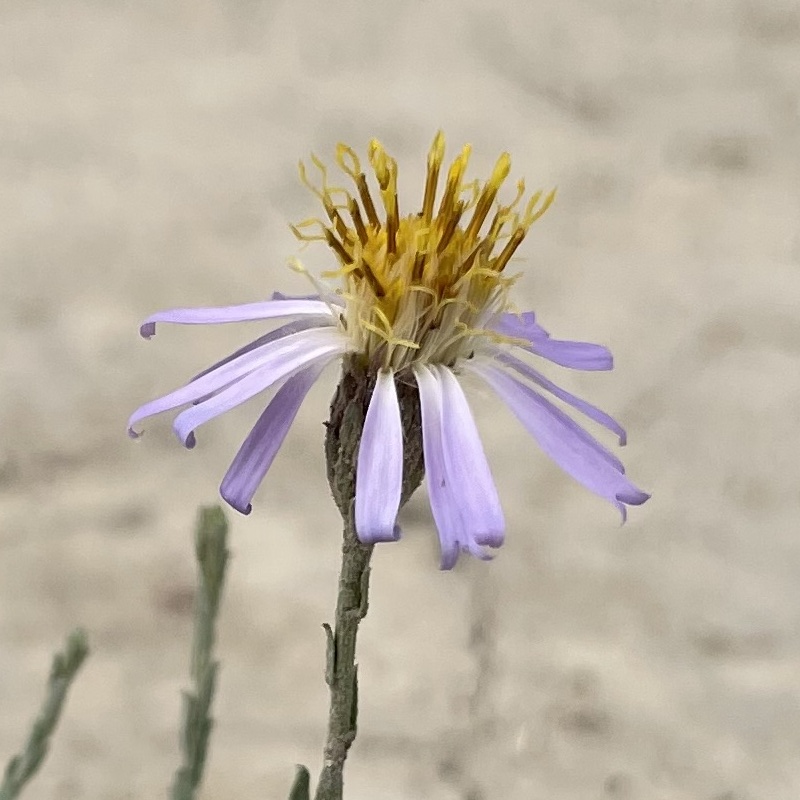
I fiori

Portamento. La specie di questa voce ha un habitus erbaceo perenne. L'indumento è stipitato-ghiandoloso.
Fusto. La parte aerea in genere è eretta, semplice o ramosa. La parte sotterranea consiste in rizomi sottili e legnosi. Altezza media: 4 - 20 cm.
Foglie. Le foglie, tutte cauline, lungo il caule sono disposte in modo alterno e sessile. La lamina è intera con apice spinoso e forme per lo più oblungo-lanceolate. Dimensione delle foglie: 4 – 7 x 1 – 2 mm.
Infiorescenza. Le sinflorescenze sono scapose (capolini solitari) a volte ramose con ramificazioni secondarie. Le infiorescenze vere e proprie sono composte da un capolino terminale peduncolato bratteato di tipo radiato con fiori eterogami. I capolini sono formati da un involucro, con forme turbinato-campanulate (larghezza 8 – 11 mm), composto da diverse brattee, al cui interno un ricettacolo fa da base ai fiori di due tipi: fiori del raggio e fiori del disco. Le brattee, con forme da oblungo-lanceolate a oblungo-oblanceolate, apice da acuto a ottuso, margini scariosi e a consistenza erbacea nella parte apicale (la parte basale è indurita), sono disposte in modo più o meno embricato e fortemente scalato su 4 - 5 serie. Il ricettacolo, debolmente alveolato, è nudo ossia senza pagliette a protezione della base dei fiori; la forma è piatta.
Fiori.  I fiori sono tetra-ciclici (formati cioè da 4 verticilli: calice – corolla – androceo – gineceo) e pentameri (calice e corolla formati da 5 elementi). Si distinguono in:
- fiori del raggio (esterni): sono da 12 a 16 per capolino, sono femminili e disposti su una sola serie (raramente 2 – 4 serie); la forma è ligulata (zigomorfa);
- fiori del disco (centrali): sono più numerosi con forme brevemente tubulose (attinomorfe); sono ermafroditi.

- Formula fiorale:

*/x K {\displaystyle \infty }, [C (5), A (5)], G 2 (infero), achenio
- Calice: i sepali del calice sono ridotti ad una coroncina di squame.

- Corolla: 
  - fiori del raggio: la forma della corolla alla base è più o meno tubulosa-imbutiforme, mentre all'apice è ligulata (non avvolgente); la ligula può terminare con alcuni denti; il colore è lilla;
  - fiori del disco: la forma è tubulare bruscamente divaricata in 5 lobi; i lobi, eretti, hanno una forma da deltata a triangolare-deltata; il colore è giallo.

- Androceo: l'androceo è formato da 5 stami sorretti da filamenti generalmente liberi; gli stami sono connati e formano un manicotto circondante lo stilo; le teche (produttrici del polline) alla base sono troncate e sono lievemente auricolate (molto raramente sono speronate o hanno una coda); le appendici apicali delle antere hanno delle forme piatte e lanceolate; il tessuto endoteciale (rivestimento interno dell'antera) è quasi sempre polarizzato (con due superfici distinte: una verso l'esterno e una verso l'interno). Il polline è sferico con un diametro medio di circa 25 micron;  è tricolporato (con tre aperture sia di tipo a fessura che tipo isodiametrica o poro) ed è echinato (con punte sporgenti).[11][13]

- Gineceo: l'ovario è infero uniloculare formato da 2 carpelli.[7] Lo stilo (il recettore del polline) è profondamente bifido (con due stigmi divergenti) e con le linee stigmatiche marginali separate.[14] I due bracci dello stilo hanno una forma da lanceolata a deltoide e possono essere papillosi o ricoperti da ciuffi di peli.

Frutti. I frutti sono degli acheni con pappo; 
- achenio: gli acheni, fusiformi da strettamente cilindrici e alquanto quadrilateri, hanno 7 - 12 costole; la superficie è scarsamente pubescente per peli corti e ascendenti (non ghiandolari); lunghezza degli acheni: 3 mm;
- pappo: le setole del pappo sono disposte su 2 - 3 serie; sono accrescenti fino a 7 - 9 mm di lunghezza.

## Biologia
Impollinazione: tramite insetti (impollinazione entomogama tramite farfalle diurne e notturne).

Riproduzione: la fecondazione avviene fondamentalmente tramite l'impollinazione dei fiori.

Dispersione: i semi cadono a terra e vengono dispersi soprattutto da insetti come formiche (disseminazione mirmecoria). Un altro tipo di dispersione è zoocoria: gli uncini delle brattee dell'involucro (se presenti) si agganciano ai peli degli animali di passaggio che portano così i semi anche su lunghe distanze. Inoltre per merito del pappo il vento può trasportare i semi anche per alcuni chilometri (disseminazione anemocora).

## Distribuzione e habitat
La specie di questa voce è distribuita in Messico.

## Sistematica
La famiglia di appartenenza di questa voce (Asteraceae o Compositae, nomen conservandum) probabilmente originaria del Sud America, è la più numerosa del mondo vegetale, comprende oltre 23.000 specie distribuite su 1.535 generi, oppure 22.750 specie e 1.530 generi secondo altre fonti (una delle checklist più aggiornata elenca fino a 1.679 generi). La famiglia attualmente (2021) è divisa in 16 sottofamiglie; la sottofamiglia Asteroideae è una di queste e rappresenta l'evoluzione più recente di tutta la famiglia.

### Filogenesi
La tribù Astereae (una delle 21 tribù della sottofamiglia Asteroideae) comprende circa 40 sottotribù. In base alle ultime ricerche nella tribù sono stati individuati (provvisoriamente) 5 principali lignaggi:
- Basal grade: include alcuni generi isolati, il gruppo "South American-Oceania",  alcune sottotribù africane e il gruppo dei generi legnosi del Madagascar.
- Bellis lineage: comprende le sottotribù eurasiatiche e una sottotribù africana.
- Aster lineage: include i generi asiatici di Asterinae e i principali gruppi dell'Australia e dell'Oceania.
- Baccharis lineage: include alcuni gruppi sudamericani.
- North American lineage: include la vasta gamma di sottotribù del Nordamerica, Messico e alcuni gruppi distribuiti nel Sudamerica.

Il genere  Sanrobertia  (insieme alla sottotribù Symphyotrichinae) è incluso nel lignaggio "North American lineage".
I caratteri distintivi della specie  Sanrobertia gypsophila  sono:
- il portamento di questa specie è diminutivo e rizomatoso;
- le foglie e le brattee hanno delle punte spinulose;
- i capolini sono solitari all'estremità di rami lunghi e frondosi;
- il pappo è accrescente.

Il numero cromosomico delle specie di questo genere è: 2n = 18.

### Sinonimi
Sono elencati alcuni sinonimi per questa entità:
- Aster gypsophilus B.L.Turner
- Symphyotrichum gypsophilum  (B.L.Turner) G.L.Nesom